# Opius chapini
Opius chapini är en stekelart som beskrevs av Fischer 1966. Opius chapini ingår i släktet Opius och familjen bracksteklar. Inga underarter finns listade i Catalogue of Life.